# Epidemie
Eine Epidemie (von altgriechisch ἐπί epí ‚auf, bei, dazu‘, und δῆμος dēmos ‚Volk‘), auch Seuche genannt, ist ein zeitlich und örtlich begrenztes vermehrtes Auftreten von Krankheitsfällen einheitlicher Ursache innerhalb einer Population und entspricht damit einem großen Ausbruch einer Krankheit. Der Begriff war und ist nicht auf Infektionskrankheiten beschränkt.
In der Epidemiologie wird von einer Epidemie gesprochen, wenn die Anzahl an neuen Erkrankungsfällen (Inzidenzen) über einen gewissen Zeitraum in einer bestimmten Region zunimmt. Nach der Geschwindigkeit der Zunahme der Erkrankungsfälle werden Explosiv- und Tardivepidemie unterschieden. Bei einer Länder und Kontinente übergreifenden Ausbreitung wird von einer Pandemie gesprochen. Ein Rückgang der Erkrankungshäufigkeit wird als Regression bezeichnet. Als eine Endemie wird demgegenüber das andauernd gehäufte Auftreten einer Krankheit in einer umschriebenen Population bezeichnet; hierbei bleibt die Inzidenz annähernd gleich, ist aber gegenüber nichtendemischen Gebieten erhöht.
Da sich die Endung -demie sprachlich auf Menschen bezieht, sind in der Veterinärmedizin auch die Bezeichnungen Epizootie statt Epidemie und ebenso Panzootie statt Pandemie üblich.

## Wortherkunft
Das Wort Epidemie, Adjektiv epidemisch, ist die im 18. Jahrhundert eingedeutschte Form einer Entlehnung aus mittellateinisch epidemia, Adjektiv epidemos ‚einheimisch‘, dieses aus griechisch (dorisch) ἐπιδᾶμος epidᾱmos ‚im Volk verbreitet‘; zu ἐπιδημία epidēmía ‚Aufenthalt an einem Orte‘ bzw. ἐπιδήμια [νόσος] epidēmia [nósos] ‚im Volk verbreitete [Krankheit]‘ mit der Zusammensetzung aus ἐπί epí ‚auf, bei, dazu‘ und δῆμος dēmos ‚Volk‘.
Das deutsche Wort Seuche (mittelhochdeutsch siuche) ist abgeleitet vom Adjektiv siech. Es wird mit der Bedeutung ‚sich ausbreitende Krankheit‘ heute häufiger für epidemisch auftretende Tierkrankheiten (z. B. Maul- und Klauenseuche) verwendet, deren überregionale Ausbreitung oft auch als Seuchenzug bezeichnet wird.

## Epidemiologische Beschreibung
Im Unterschied zu einer Endemie – bei der eine Krankheit innerhalb einer Population fortwährend mit etwa gleicher Fallzahl auftritt (Reproduktionsrate = 1) – verbreitet sich eine Epidemie mit einer größeren Reproduktionsrate (> 1). Dies bedeutet bei einer Infektionskrankheit, dass die Zahl an Infizierten zunimmt und die Zahl an Neuinfektionen ansteigt. Für die Ausbreitung bedeutsam ist die Rate, mit der durch Kontakt mit Infizierten neue Infizierte auftreten; sie entspricht zu Beginn der Basisreproduktionszahl (R0). Anfangs erhöht sich die Zahl an neuen Infektionsfällen pro Zeitintervall im Vergleich zum vorigen um einen ungefähr gleichen Anteil und wächst exponentiell. Der Anstieg neuer Infektionsfälle in absoluten Zahlen fällt daher zunächst eher gering aus und wächst mit fortschreitendem Geschehen stärker an.
Diese dynamische Entwicklung kann gedämpft werden, wenn die Zahl an infektiösen Kontakten eingeschränkt wird – beispielsweise durch Quarantäne oder ein verändertes Sozialverhalten mit Distanzierung und geeigneten Hygienemaßnahmen – und die Zahl der pro Fall übertragenen Zweitinfektionen absinkt. Bei einer Nettoreproduktionszahl (Rt) ≤ 1 nimmt die Zahl an neu auftretenden Krankheitsfällen nicht mehr zu. Kann eine Epidemie während des Verlaufs nicht eingedämmt werden, kommt es hierzu erst, nachdem die Krankheit sich in der Bevölkerung soweit ausgebreitet hat, dass der Anteil anfälliger (suszeptibler), noch nicht infizierter Individuen stark reduziert ist. In Folge sinkt die Zahl der Neuinfektionen nach einiger Zeit immer weiter ab, bis die Krankheit einen endemischen Status erreicht oder in der Population ausstirbt (Populationsdynamik).
Als Begründer der Historischen Seuchenpathologie gilt Justus Hecker, der sich mit der Geschichte von Seuchen wie dem Schwarzen Tod befasste.

## Vorhersage
Das vermehrte Auftreten neuer Krankheitsfälle möglichst früh zu erfassen, ist für den Schutz der Bevölkerung wesentlich. Viele Betroffene suchen im Internet nach Information zu Krankheiten. Die Auswertung der Daten von Suchmaschinen kann daher Hinweise geben, um Epidemien frühzeitig zu erkennen. Auch die Auswertung von persönlichen Nachrichtendiensten im Internet kann für diese Bewertung herangezogen werden. Allerdings ist eine gehäufte Suche nach einer Krankheit oder deren Erwähnung im Internet nicht unbedingt immer Folge einer erhöhten Prävalenz oder Inzidenz dieser Krankheit. Daher können überhöhte Prognosen gestellt werden, wenn nicht andere zusätzliche Datenquellen in die Bewertung einfließen.

## Epidemien und Geschichte
Epidemien setzen eine gewisse Bevölkerungsdichte voraus, wie sie erstmals vor rund 5000 Jahren in Mesopotamien und Ägypten erreicht wurde. Mit Beginn der Viehzucht konnten Infektionen, die in Herden von Wildtieren endemisch waren, vom Vieh auf den Menschen überspringen und sich ausbreiten. Ein Text aus babylonischer Zeit berichtet, dass in einer Armee so viele Soldaten erkrankten, dass 20 Schiffe sie nicht alle aufnehmen konnten. Aus der griechischen Antike berichtet der Historiker Thukydides ausführlich über eine Epidemie in Athen (Attische Seuche).
Im 14. Jahrhundert n. Chr. wütete die Pest in ganz Europa und reduzierte die Bevölkerung erheblich. Eine ständige Gefahr in der ganzen Alten Welt waren die Pocken, aber im Lauf von Jahrtausenden hat die Resistenz gegen Pocken durch natürliche Auslese zugenommen. Hingegen waren die Ureinwohner Amerikas, wo es vor 1492 die Pocken nicht gab, völlig ungeschützt, als die Pocken im Jahr 1520 von den Spaniern eingeschleppt wurden. Die Pockenepidemie, die dadurch ausgelöst wurde, hat zum schnellen Untergang des Aztekenreiches beigetragen. Der spanische Mönch Toribio Motilina berichtet in seiner Geschichte der Indios in Neu-Spanien, dass in den meisten Provinzen mehr als die Hälfte der Menschen starb. Es folgten weitere Epidemien, sodass die Bevölkerung Mexikos in den ersten 50 Jahren nach der Eroberung von geschätzten 30 Millionen auf 3 Millionen absank.

## Beispiele für Epidemien
Zu den epidemisch auftretenden Krankheiten (epidemische Krankheiten) gehören verschiedene Tropenkrankheiten wie etwa Dengue, aber auch beispielsweise Cholera, Grippe, Typhus und Polio. Früher traten Milzbrand-Epidemien öfter im Abstromgebiet von Gerbereien auf. Die wohl verheerendsten Epidemien der Menschheitsgeschichte wurden von der Pest ausgelöst; darunter etwa die Justinianische Pest im 6. Jahrhundert und der  sogenannte Schwarze Tod im 14. Jahrhundert. Breslau erlebte in den 1630er Jahren seine schlimmste Pestepidemie.

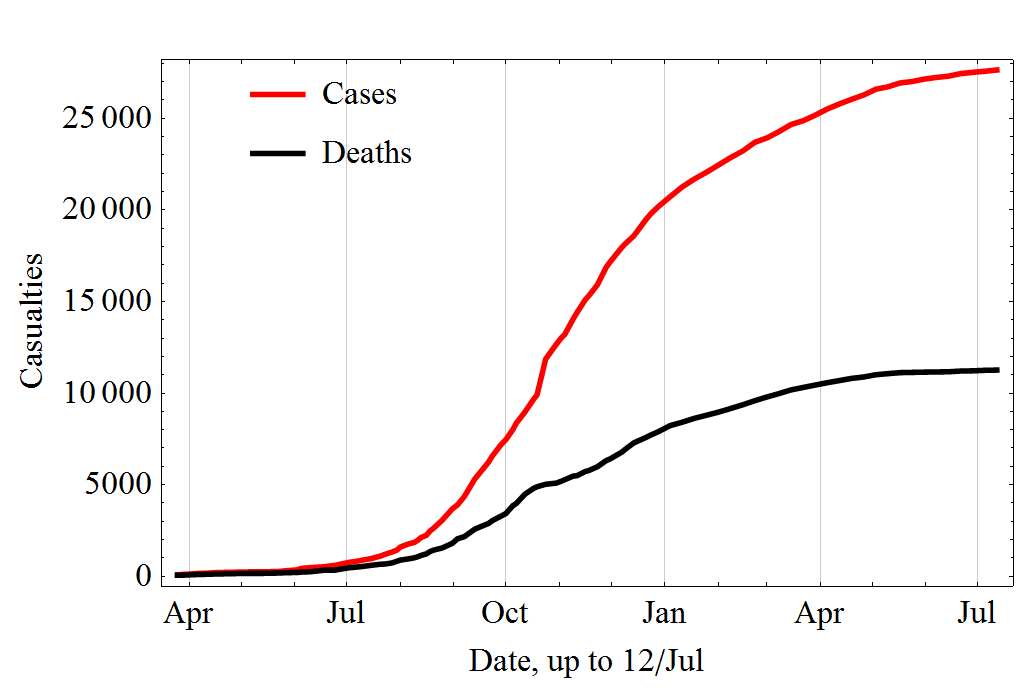
Krankheits- und Todesfälle (schwarz) im Verlauf der Ebolafieber-Epidemie in Westafrika bis Juli 2014

Die Ebolafieber-Epidemie 2014 bis 2016 in Westafrika und die Ebolafieber-Epidemie 2018 bis 2020 im Osten der Demokratischen Republik Kongo sind nach Fallzahlen und zeitlichem Verlauf ebenfalls Beispiele für epidemische Ausbrüche des Ebolafiebers. Im Falle der Grippe spricht man von einer Grippewelle, wenn während einer Saison in verschiedenen Regionen erhebliche Anteile der Bevölkerung infiziert sind. Das US-amerikanische Centers for Disease Control and Prevention spricht von einer Influenza-Epidemie, wenn in einem bestimmten Winter die Übersterblichkeit an Grippe und Lungenentzündung gegenüber einem durchschnittlichen Winter deutlich erhöht ist.
Im Falle der Chlamydiose, bei Jugendlichen als einer in dieser Bevölkerungsgruppe kaum bekannten sexuell übertragbaren Erkrankung, wird auch von einer heimlichen Epidemie gesprochen.

## Arten von Epidemien
Epidemien lassen sich des Weiteren nach räumlichen und zeitlichen Merkmalen des Geschehens sowie nach den Bedingungen des Auftretens und Ausbreitens kennzeichnen. So können folgende Arten von Epidemien unterschieden werden:
- Epidemie mit Punktquelle: Eine Epidemie, deren Krankheitserreger sich kurzzeitig und gleichzeitig von einer Punktquelle ausgebreitet haben.
- Kleinraumepidemie: Eine Häufung von Inzidenzen in einem räumlich begrenzten Milieu, z. B. in einem Heim, einer Kindereinrichtungen oder einer Schule.
- Streuepidemie: Vermehrtes Auftreten von Infektionen an verschiedenen Orten, denen eine gemeinsame Ursache zugrunde liegt, die z. B. durch Bevölkerungsbewegungen oder Lebensmitteltransporte gestreut wird.
- Explosivepidemie: Bei der Explosivepidemie handelt es sich um eine Epidemie mit schlagartigem Anstieg der Erkrankungszahlen.[20] Häufig sind Epidemien dieser Art mit bestimmten Übertragungsfaktoren assoziiert, beispielsweise als Infektionen, die über Lebensmittel oder Trinkwasser übertragen werden.
- Mischepidemie: Eine Mischung aus einer Explosivepidemie und einer Tardivepidemie, bei der das Infektionsgeschehen zunächst explosiv ist und sich im Verlauf eine Tardivepidemie entwickelt.
- Tardivepidemie (lateinisch tardus/tardivus „langsam“, „verspätet“) heißt eine Epidemie mit langsam, aber stetig ansteigenden Erkrankungszahlen. Die Tardivepidemie ist neben der Explosivepidemie eine der beiden klassischen Grundtypen der Epidemie; eingeführt wurde der Begriff von Karl Kißkalt.[21] Im Unterschied etwa zum Begriff der Kontaktepidemie soll mit dem Begriff der Tardivepidemie, ähnlich wie bei der Explosivepidemie, der zeitliche Ablauf einer Epidemie charakterisiert werden, der Übertragungsmodus ist hierbei weitgehend unerheblich.[22] Tardivepidemien können u. a. durch lange Inkubationszeiten begründet sein, durch Infektionswege, die lediglich zur Ansteckung eines einzelnen Menschen führen (sexuell übertragbare Erkrankungen), durch eine geringe Zahl der Überträger, durch eine stark ausgebildete Immunität (etwa infolge vorheriger latenter oder manifester Infektion) oder durch das Zusammenwirken verschiedener Faktoren.[22] Erkrankungen, die zu einer typischen Tardivepidemie führen können, sind beispielsweise Pest, Pocken, Grippe,[23] HIV.[24]
- Kontaktepidemie: Bei dieser Art von Epidemie nehmen Infektionen und Erkrankungen durch direkte Mensch-zu-Mensch-Kontakte zu, z. B. durch Tröpfcheninfektionen, Kontaktinfektionen, oder sexuell übertragbare Krankheiten.
- Versandepidemie: Aufgrund des Versands kontaminierter Lebensmittel treten an verschiedenen Orten vermehrt lebensmittelbedingte Infektionen auf.
- Epidemie über ein allgemein zugängliches Medium: Eine Epidemie, deren Krankheitsauslöser sich über ein allgemein zugängliches Medium wie z. B. Luft, Trinkwasser oder Lebensmittel ausgebreitet haben.
- Pfropfepidemie: Eine Epidemie, die aus einer Endemie hervorgeht.
- Provokationsepidemie: Eine Epidemie, entstanden nach Aktivierung latenter Infektionen infolge einer Resistenzsenkung in der Bevölkerung.
- Summenepidemie: Eine Epidemie, die aus einer endemischen Situation heraus durch eine Summation von Infektionen (Verdichtungswelle, Attraktionswelle) entsteht, weil sich empfängliche Individuen angesammelt haben und sich ein Krankheitserreger mit hoher Kontagiosität ausbreitet.
- Komplexe Epidemie: Eine Epidemie, die durch mehrere Krankheitsauslöser induziert wird.

- Als Pseudoepidemie, auch Scheinepidemie[25] oder Quotientepidemie, wird ein örtlich vermehrtes Auftreten von Fällen einer Infektionskrankheit bezeichnet, das auf eine vermehrte Manifestation von Infektionen durch eine plötzliche Zunahme der Empfänglichkeit (Suszeptibilität) in der Population zurückgeht oder durch erhöhte diagnostische Aktivitäten zustande kommt und nicht durch eine echte Zunahme von Neuinfektionen ausgelöst ist.[26] Die Bezeichnung Pseudoepidemie wurde von Bernhard de Rudder geprägt, wohingegen die Bezeichnung Quotientepidemie Ulrich Friedemann prägte. De Rudder unterschied „echte Epidemien“ und „Pseudoepidemien“ mit wirklichen Anstiegen der Infektionszahlen und Pseudoepidemien, bei denen es sich nur um Interferenzschwankungen handelt.[27]

## Gesellschaftlicher Umgang mit Epidemien in der Geschichte
Im Mittelalter hatten insbesondere die Pestpandemien entscheidenden Einfluss auf die Gesellschaft. Insgesamt waren im mittelalterlichen Europa fünf große epidemiologische Ereignisse zu verzeichnen: das Eindringen der Lepra, die sogenannte Pest des Justinian (Seuchenzüge vom 6. bis zum 8. Jahrhundert), der pandemische Schwarze Tod (um 1347 bis 1351), die seuchenhafte Verbreitung der Syphilis (ab dem Ende des 15. Jahrhunderts) und das Auftreten des Englischen Schweißes (Seuchenzüge im 15. und 16. Jahrhundert). Der Kulturwissenschaftler Joseph Vogl zitiert Michel Foucault, der drei Arten des Umgangs mit den seit der Antike behandelten Epidemien in der Geschichte darstellt: Auf die Lepra im Mittelalter habe die Regierungsmacht mit Verbannung, Aussonderung und Ausschließung der Kranken reagiert; angesichts der Pest in der frühen Neuzeit habe sie Strategien der Überwachung und Einschließung, dann auch Disziplinarmechanismen, Kontrollnetze und eine minutiöse Beobachtung von Individuen entwickelt; auf die Pocken ab Ende des 18. Jahrhunderts habe sie mit Impfmaßnahmen, Immunitätsstrategien, statistischen Erhebungen und Risikoabschätzungen reagiert. Angesichts der AIDS-Epidemie habe man zunächst Homosexuelle verfolgt und ‚Risikogruppen‘ denunziert, später habe sich der Umgang mit der Epidemie stärker auf Bereiche außerhalb des geschlossenen Bereichs der medizinischen Beobachtung verlagert.